# Nivigne et Suran
Nivigne et Suran est depuis le 1er janvier 2017 une commune nouvelle française située dans le département de l'Ain en région Auvergne-Rhône-Alpes.

## Géographie

### Géologie et relief
La commune de Nivigne et Suran est bordée par la vallée du Revermont, et surplombée par le Mont Nivigne (768m).

### Hydrographie
Nivigne et Suran est traversée par la rivière du Suran, donnant son nom à cette commune.

### Climat
Pour des articles plus généraux, voir Climat d'Auvergne-Rhône-Alpes et Climat de l'Ain.
En 2010, le climat de la commune est de type climat des marges montargnardes, selon une étude du CNRS s'appuyant sur une série de données couvrant la période 1971-2000. En 2020, Météo-France publie une typologie des climats de la France métropolitaine dans laquelle la commune est exposée à un climat semi-continental et est dans une zone de transition entre les régions climatiques « Bourgogne, vallée de la Saône » et « Jura ».
Pour la période 1971-2000, la température annuelle moyenne est de 11,4 °C, avec une amplitude thermique annuelle de 17,8 °C. Le cumul annuel moyen de précipitations est de 1 341 mm, avec 12,4 jours de précipitations en janvier et 8,3 jours en juillet. Pour la période 1991-2020, la température moyenne annuelle observée sur la station météorologique de Météo-France la plus proche, « Ceyzériat_sapc », sur la commune de Ceyzériat à 12 km à vol d'oiseau, est de 11,7 °C et le cumul annuel moyen de précipitations est de 1 032,6 mm,. Pour l'avenir, les paramètres climatiques de la commune estimés pour 2050 selon différents scénarios d'émission de gaz à effet de serre sont consultables sur un site dédié publié par Météo-France en novembre 2022.

### Voies de communication et transports
Nivigne et Suran est parcourue par plusieurs routes départementales et communales.
La Ligne 148 du Transport de l'ain dessert également la commune, s'arrêtant à Germagnat, Lassera, Chavuissiat le Grand, Chavuissiat le Petit, Corcelles, Chavannes sur Suran, Clapay et Dhuys.
Un arrêt de transport à la demande Rubis est situé en face de l'école.

## Urbanisme

### Typologie
Au 1er janvier 2024, Nivigne et Suran est catégorisée commune rurale à habitat dispersé, selon la nouvelle grille communale de densité à 7 niveaux définie par l'Insee en 2022.
Elle est située hors unité urbaine. Par ailleurs la commune fait partie de l'aire d'attraction de Bourg-en-Bresse, dont elle est une commune de la couronne,. Cette aire, qui regroupe 80 communes, est catégorisée dans les aires de 50 000 à moins de 200 000 habitants,.

## Toponymie
Le nom de la commune "Nivigne et Suran" est constitué des deux mots ; "Nivigne" se référant au Mont Nivigne surpomblant la commune, et le "Suran", correspondant à la rivière qui traverse la majorité de la commune.

## Histoire
L'idée d'une fusion de Chavannes-sur-Suran et de Germagnat débute en 1972 où une réflexion avait déjà été menée mais elle n'avait abouti.
En fin d'année 2015, cette idée resurgit. Les communes de Chavannes-sur-Suran, de Germagnat et de Pouillat commencèrent à se réunir pour une création d'une commune nouvelle. Durant le printemps 2016, alors qu'une charte avait été réalisée pour la formation de la nouvelle entité, Pouillat se retire du projet. Le 20 mai 2016, un arrêté préfectoral annonce la création de la commune nouvelle regroupant les communes de Chavannes-sur-Suran et de Germagnat. Ces dernières deviennent des communes déléguées et cette création prend effet le 1er janvier 2017. Son chef-lieu se situe à Chavannes-sur-Suran. Une nouvelle étape est franchie le 31 décembre 2022 avec la suppression des communes déléguées.

## Politique et administration

### Découpage territorial
La commune de Nivigne et Suran est membre de la communauté d'agglomération du Bassin de Bourg-en-Bresse, un établissement public de coopération intercommunale (EPCI) à fiscalité propre créé le 1er janvier 2017 dont le siège est à Bourg-en-Bresse. Ce dernier est par ailleurs membre d'autres groupements intercommunaux.
Sur le plan administratif, elle est rattachée à l'arrondissement de Bourg-en-Bresse, au département de l'Ain et à la région Auvergne-Rhône-Alpes. Sur le plan électoral, elle dépend du  canton de Saint-Étienne-du-Bois pour l'élection des conseillers départementaux, depuis le redécoupage cantonal de 2014 entré en vigueur en 2015, et de la première circonscription de l'Ain  pour les élections législatives, depuis le dernier découpage électoral de 2010.

### Administration municipale
| Nom                         | Code Insee | Intercommunalité            | Superficie (km2) | Population (dernière pop. légale) | Densité (hab./km2) |
| --------------------------- | ---------- | --------------------------- | ---------------- | --------------------------------- | ------------------ |
| Chavannes-sur-Suran (siège) | 01095      | CC de Treffort en Revermont | 21,5             | 673 (2018)                        | 31                 |
| Germagnat                   | 01172      | CC de Treffort en Revermont | 9,48             | 145 (2018)                        | 15                 |

### Liste des maires
| Période | Période  | Identité     | Étiquette | Qualité     |
| ------- | -------- | ------------ | --------- | ----------- |
| 2017    | En cours | Bernard Prin | S.E.      | Agriculteur |

## Population et société

### Démographie
L'évolution du nombre d'habitants est connue à travers les recensements de la population effectués dans la commune depuis sa création.
En 2022, la commune comptait 822 habitants, en évolution de +2,11 % par rapport à 2016 (Ain : +5,15 %, France hors Mayotte : +2,11 %).
| 2015 | 2016 | 2021 | 2022 |
| ---- | ---- | ---- | ---- |
| 800  | 805  | 832  | 822  |

## Économie
La commune de Nivigne et Suran accueil plusieurs commerces, comme une boulangerie, une épicerie, un bureau de tabac, une médiathèque, mais aussi quelques entreprises ou sociétés.
Par ailleurs, le village de Chavannes héberge le seul camping de la commune.
Plusieurs associations au sein de la commune existent, comme le Comité d'Animation, la Cantine Scolaire, le Fleurissement, le CCAS et le Club de Théâtre.

## Culture et patrimoine

### Lieux et monuments

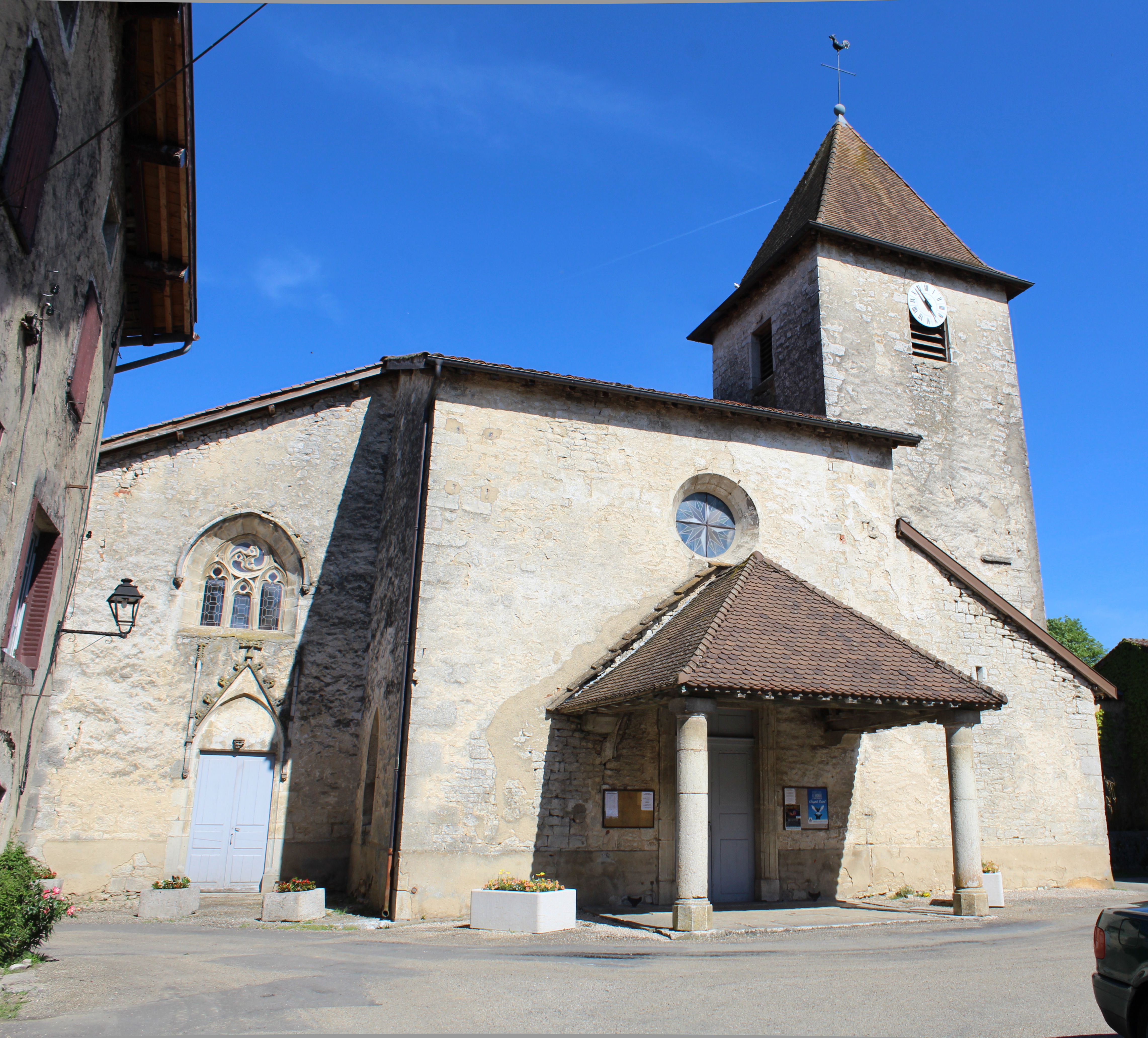
Église Saint-Pierre.

- Le château de Rosy - Monument du XVIe siècle (occupé aujourd'hui par la Fédération des chasseurs de l'Ain, privé).
- La grotte à l'Ours - Elle se situe sur le signal de Nivigne (~700 m alt.). On raconte qu'un ours se serait réfugié dans cette caverne, il y a quelques années.
- Le Gour(d) est un trou ressemblant à l'impact d'un obus. En réalité, il a été creusé par l'eau qui le remplit dès qu'il pleut beaucoup. Il se situe entre Dhuys et le Bois du Clapay.
- L'église gothique, appelée église Saint-Pierre, fait l’objet d’une inscription au titre des monuments historiques depuis le 22 juin 1946[18].
- Une maison du XVIe siècle fait l’objet d’une inscription au titre des monuments historiques depuis le 21 juillet 1947[19].
- Ruines du Château de Toulongeon à La Chanaz (à Germagnat), berceau de la famille féodale de Toulongeon (cf. les trois frères Jean II, Antoine et André) qui posséda aussi Sennecey, Traves etc.
- Église gothique Saint-Germain de Germagnat.

### Espaces verts et fleurissement
En 2014, la commune obtient le niveau "trois fleurs" au concours des villes et villages fleuris.
A ce jour, la commune possède le niveau "2 fleurs".

### Enseignement
Plusieurs écoles primaires se situent dans la commune de Nivigne et Suran, notamment à Chavannes, et à Germagnat, cette dernière cependant moins fréquentée.

### Personnalités liées à la commune
- Victor Laks, artiste peintre.
- Aimé Cotton, physicien connu pour ses recherches en optique et magnétisme auxquelles son nom est resté attaché, président de l'Académie des sciences en 1938.
- Eugénie Cotton, sa femme, physicienne, militante pour la paix et les droits des femmes avec des associations proches des communistes.
- Marcel Rosette, médaillé de la Résistance.
- Jean Millet, pionnier des maquis de l'Ain.
- Jean II de Toulongeon, inhumé dans la chapelle de Germagnat.